# Velické Granáty
Velické Granáty jsou krajinářsky mimořádně působivá skupina věží v rozsoše Bradavice. Kromě cimbuří tvořícího vlastní hřeben je tu ještě „dolní patro“ pěti nižších věží, které do Velické doliny spadají horolezecky oblíbenými stěnami, a „meziposchodím“ probíhá scenéricky hodnotná Granátová lávka.

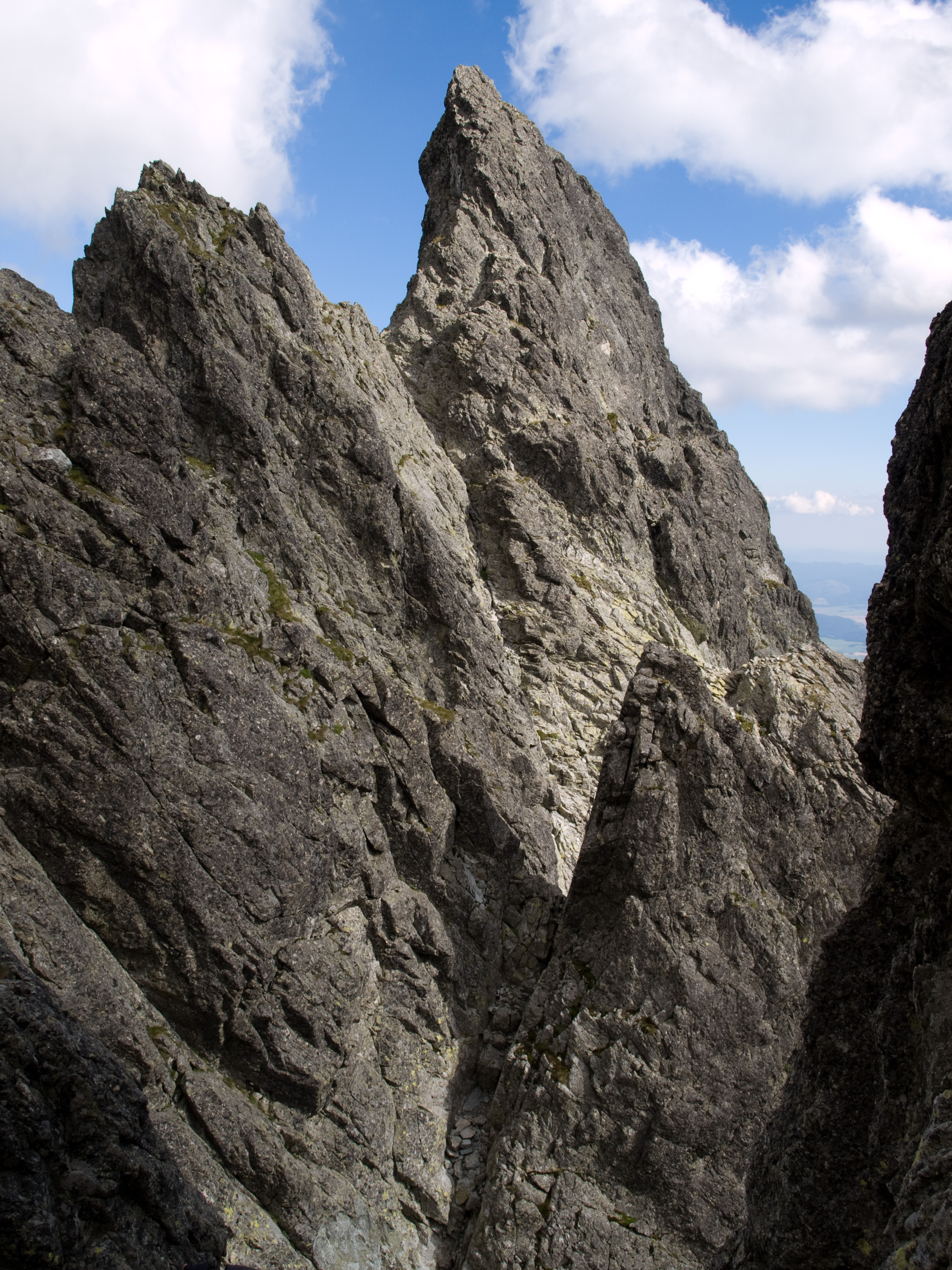
Rohatá věž

## Topografie
Hřeben Velických Granátů odděluje Velickou dolinu od Slavkovské doliny, která je rezervací a je tedy uzavřena pro turisty i horolezce. Ve směru od Bradavice hřeben tvoří: Rohatá veža (2420 m), Rohatá štrbina, Granátový Roh, Horná Granátová štrbina, Malá Granátová veža (2298 m), Prostredná G. štrbina, Veľká Granátová veža (2318 m), Dolná G. štrbina, Dvojitá veža severní (2312 m) a jižní vrchol, Sedlo pod Dvojitou, Velická kopa (2227 m), Sedlo pod Velickou kopou a tři Velické hrby.
Dolní patro tvoří: Opálová stena (2285 m), Granátová stena (2245m), Granátová vežička, Velická stena (2230 m), Ľavá a Pravá Velická veža. Granátová lávka prochází přes pět sedel za těmito věžemi.

## Několik horolezeckých výstupů
Z Granátové lávky jsou dostupné Opálová i Velické stěna. Velické věžičky jsou téměř její součástí.
- 1907 – první přechod hřebene: A. Martin a J. Franz, kromě Rohaté věže.
- 1911 – prvovýstup na Velkou granátovou věž přímo hřebenem ze Sedla pod Dvojitou, Gyula Komarnicki, jedno místo IV.
- 1959 – první zimní přechod celého hřebene V. Korsák a S. Samuhel.

## Galerie

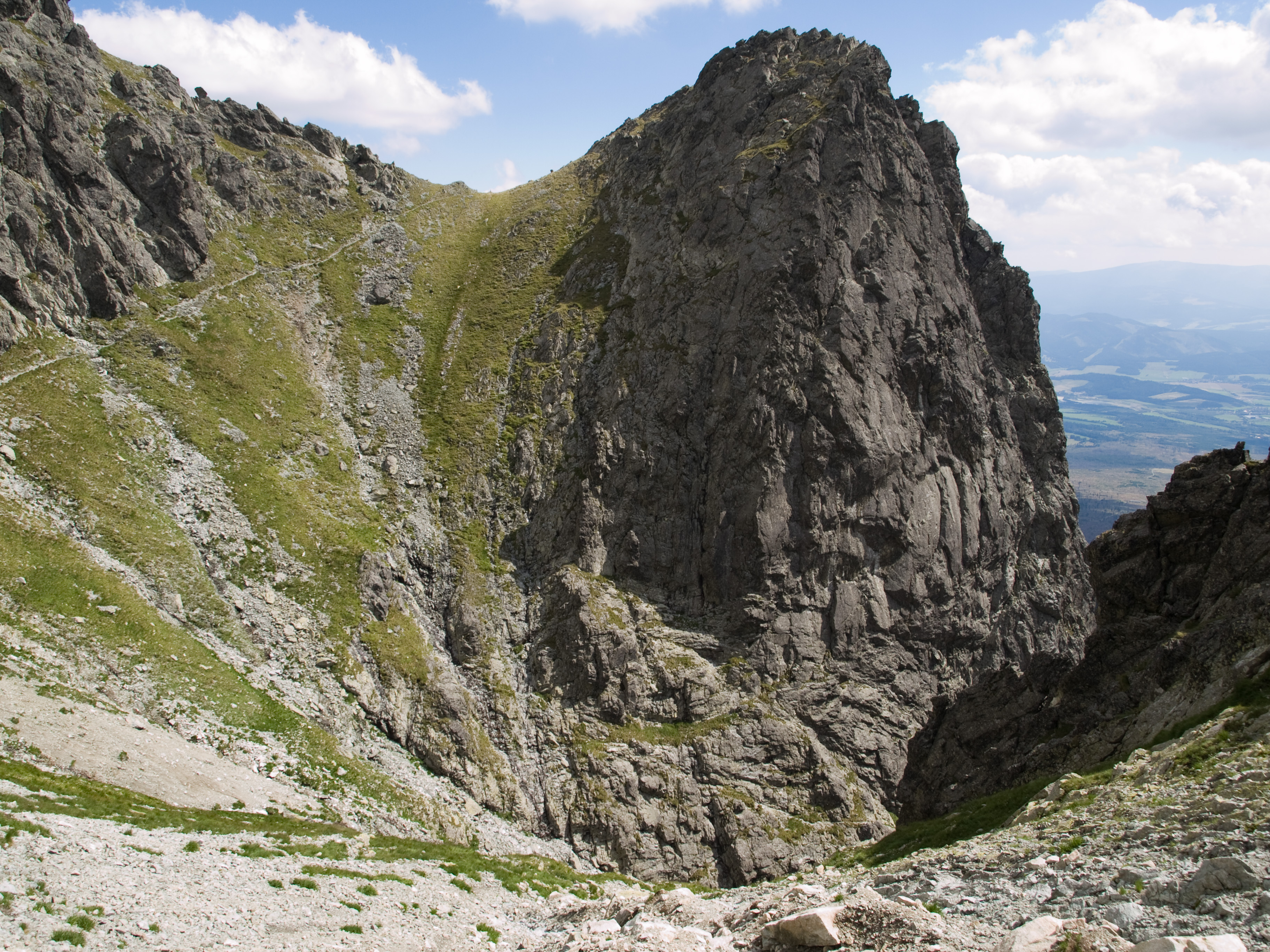
Velická veža, lze vidět kousek Granátové lávky.
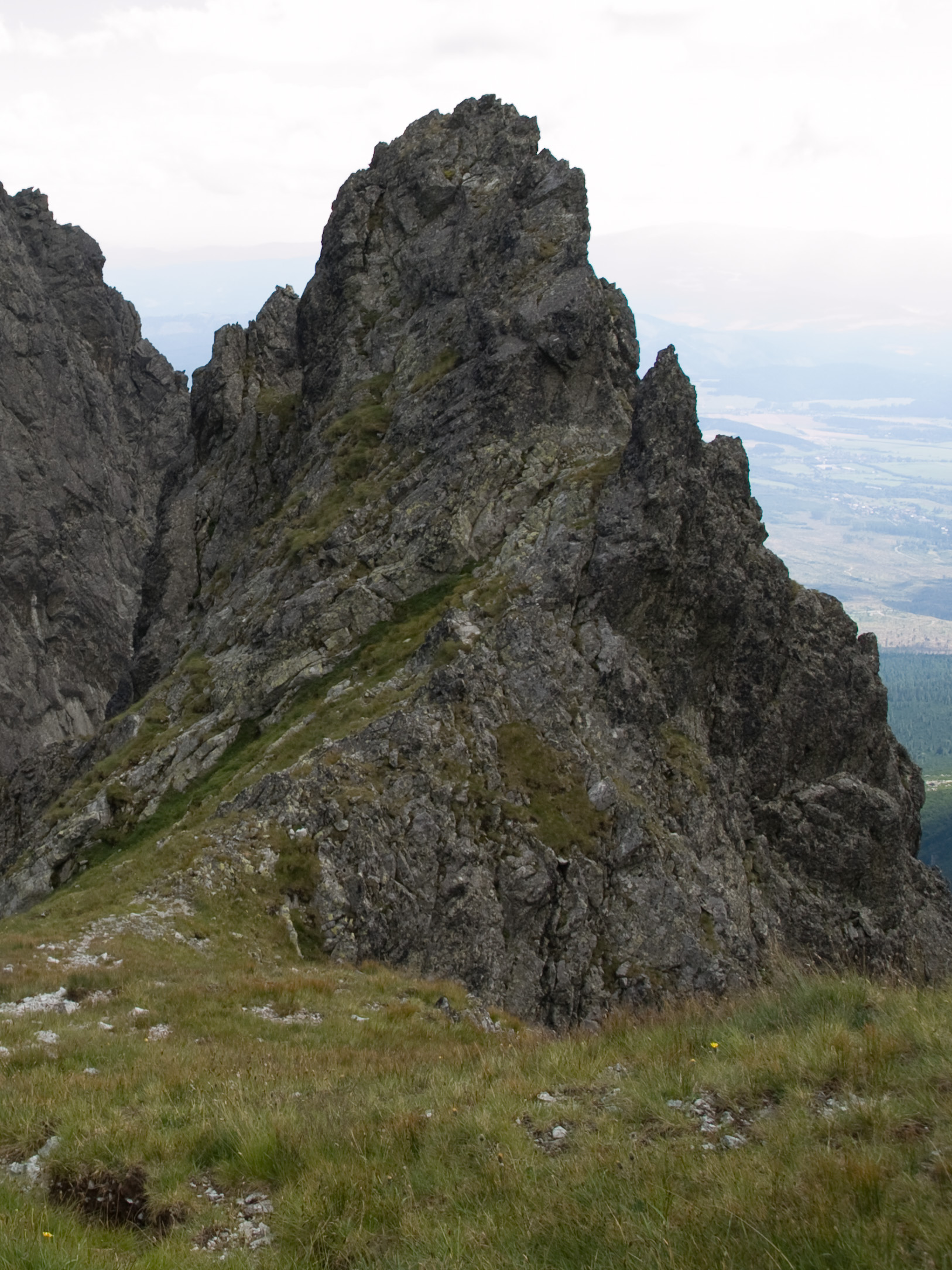
Granátová věžička
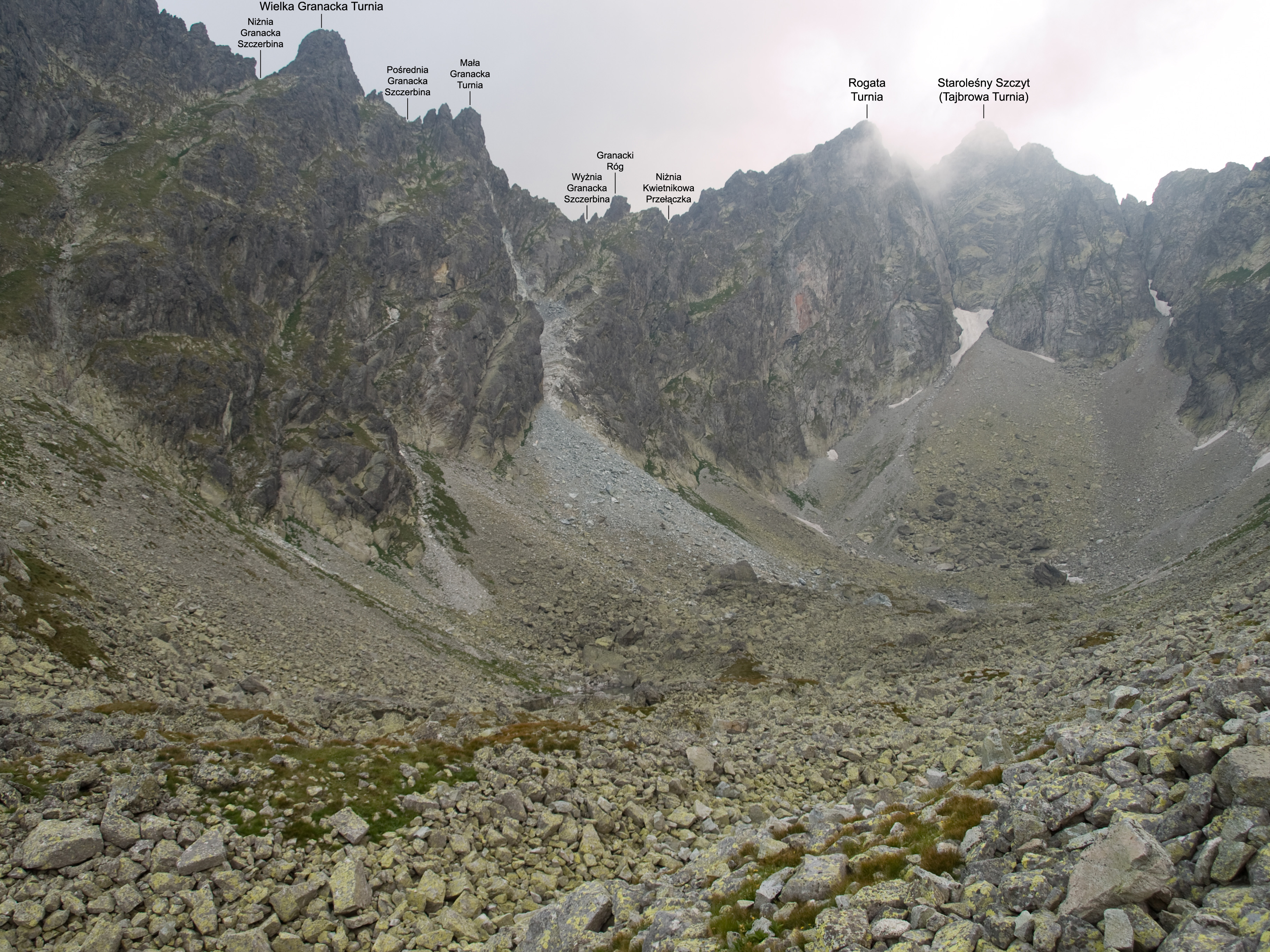
Velické Granáty ze Slavkovské doliny.